# Asylverfahrensbeschleunigungsgesetz
Das Asylverfahrensbeschleunigungsgesetz (zusammen mit der zugehörigen Begleitverordnung auch Asylpaket I genannt) ist ein Artikelgesetz, das angesichts der sich im Jahr 2015 zuspitzenden Flüchtlingskrise in Deutschland verschiedene Änderungen im deutschen Asylrecht vorgenommen hat. Das Gesetz soll das Asylverfahren beschleunigen, die Rückführungen vollziehbar Ausreisepflichtiger vereinfachen und Fehlanreize, die zu einem weiteren Anstieg ungerechtfertigter Asylanträge führen könnten, beseitigen. Gleichzeitig soll die Integration von Ausländern mit Bleibeperspektive verbessert werden. Um die Unterbringung der großen Zahl von Asylbewerbern und Flüchtlingen in Deutschland gewährleisten zu können, soll zudem für einen befristeten Zeitraum von geltenden Regelungen und Standards abgewichen werden können.

## Änderungen im Einzelnen

### Änderungen im Asylrecht
Das frühere Asylverfahrensgesetz heißt jetzt Asylgesetz (AsylG). Das Alter, ab dem ein Asylbewerber nach § 12 AsylG als handlungsfähig gilt, wurde von 16 auf 18 Jahre heraufgesetzt.

#### Sichere Herkunftsstaaten
Zur Liste der sicheren Herkunftsstaaten wurden Albanien, Kosovo und Montenegro hinzugefügt. Um die vom Bundesverfassungsgericht geforderte Beobachtung der rechtlichen Standards in diesen Staaten sicherzustellen, wurde in § 29a AsylG eine entsprechende Berichtspflicht alle zwei Jahre festgelegt.

#### Rechtsschutzfristen
Erlässt das Bundesamt für Migration und Flüchtlinge (BAMF) mit der ablehnenden Entscheidung eine Abschiebungsandrohung oder eine Abschiebungsanordnung und verfügt es – dies ist in der Praxis des Bundesamtes inzwischen der Regelfall – zugleich ein Wiedereinreise- und Aufenthaltsverbot gemäß § 11 AufenthG, müssen Eilantrag und Klage hiergegen, ebenso wie gegen die Abschiebungsandrohung und ‑anordnung selbst, binnen Wochenfrist gestellt und erhoben werden. Das wird durch Ergänzungen des § 34a Abs. 2 Satz 3 AsylG und des § 36 Abs. 3 Satz 10 und 11 AsylG erreicht. Damit wird ein Auseinanderfallen der Rechtsschutzfristen vermieden, da für Streitigkeiten nach dem AsylG kürzere Klage- und Antragsfristen gelten als nach allgemeinem Ausländerrecht. Da es sich bei der Norm des § 11 AufenthG nicht um eine Vorschrift des AsylG handelt, wäre die Klagefrist in Bezug auf das Wiedereinreise- und Aufenthaltsverbot ohne die Ergänzungen länger gewesen.

#### Verwaltungszusammenarbeit der Länder
§ 45 AsylG erlaubt den Ländern, bei der Verteilung von Flüchtlingen flexibel zusammenzuarbeiten.

#### Pflicht zum Wohnen in Erstaufnahmeeinrichtungen
Die maximale Verweildauer von Asylbewerbern in Erstaufnahmeeinrichtungen wurde von drei auf sechs Monate heraufgesetzt, § 47 AsylG. Bewerber aus einem sicheren Herkunftsstaat müssen bis zum Abschluss ihres Verfahrens und bei Ablehnung bis zu ihrer Ausreise in der Aufnahmeeinrichtung wohnen. Gleichzeitig besteht damit nach § 61 AsylG kein Zugang zum Arbeitsmarkt.

#### Bescheinigung über die Meldung als Asylsuchender
Mit dem neuen § 63 a AsylG wurde eine gesetzliche Grundlage der bereits zuvor von der Praxis verwendeten „Bescheinigung über die Meldung als Asylsuchender“ (BüMA) geschaffen. Dies wurde für erforderlich gehalten, weil die bisher zulässige Geltungsdauer von einer Woche auf einen Monat verlängert wurde. Infolge einer weiteren Änderung des § 63a AsylG durch das Datenaustauschverbesserungsgesetz wurde die BüMA zu einem Ankunftsnachweis aufgewertet und umgestaltet.

#### Verwaltungsgerichtsbarkeit
Den Ländern wird die Möglichkeit gegeben, auf einzelne Herkunftsländer spezialisierte Spruchkörper in der Verwaltungsgerichtsbarkeit zu schaffen. Das soll die Qualität der richterlichen Arbeit bei Rechtsmittelverfahren gegen Asylbescheide verbessern. Kritisiert wird allerdings, dass dadurch auch die Möglichkeit einer gegenseitigen Kontrolle verschiedener Spruchkörper verringert wird.

#### Erlaubnis für Asylbewerber, vorübergehend Heilkunde auszuüben
§ 90 AsylG erlaubte es Asylbewerbern mit abgeschlossener ärztlicher Ausbildung, vorübergehend die medizinische Versorgung anderer Bewerber zu unterstützen, wenn Mangel an approbierten Ärzten herrscht. Sie müssen dabei unter der Verantwortung eines Arztes tätig werden und dürfen sich selbst nicht als Ärzte bezeichnen. Die Regelung trat am 24. Oktober 2017 außer Kraft.

### Änderungen des Asylbewerberleistungsgesetzes

#### Einschränkung von Leistungen für bestimmte Ausreisepflichtige
Nach § 1a Asylbewerberleistungsgesetz erhalten Personen, denen entweder keine Ausreisefrist gewährt wurde oder bei denen die Frist abgelaufen ist, „nur noch Leistungen zur Deckung ihres Bedarfs an Ernährung und Unterkunft einschließlich Heizung sowie Körper- und Gesundheitspflege“. Auch Geduldete sind davon betroffen, wenn sie das Abschiebungshindernis selbstverschuldet haben. Ob die Regelung verfassungsmäßig ist, wird teilweise bezweifelt: Das Bundesverfassungsgericht hat im Jahr 2012 ausgeführt, dass die Sicherstellung des sozio-kulturellen Existenzminimums nicht von der voraussichtlichen Dauer des Aufenthalts abhängt. Migrationspolitische Erwägungen allein könnten eine Absenkung von Leistungen unter diesen Standard nicht rechtfertigen.

#### Erweiterung von Sachleistungen
Laut dem neugefassten § 1a Asylbewerberleistungsgesetz soll der notwendige Bedarf von Leistungsberechtigten durch Sachleistungen gedeckt werden, es sei denn, das wäre nicht mit vertretbarem Verwaltungsaufwand möglich.

### Änderungen des Aufenthaltsgesetzes

#### Berufsbezogene Sprachförderung
Ausländer, die ALG-II-Leistungen beziehen, sind zur Teilnahme an Deutschkursen verpflichtet, es sei denn, ein rechtmäßiger dauerhafter Aufenthalt ist nicht zu erwarten, § 45a Aufenthaltsgesetz.

#### Keine Ankündigung von Abschiebungen
Nach § 59 Abs. 1 Satz 8 Aufenthaltsgesetz dürfen konkrete Abschiebungstermine künftig nicht mehr mitgeteilt werden. Bisher wurde den abzuschiebenden Personen die Abschiebung angekündigt, oft in der Form, dass sie sich zu einem bestimmten Termin an einem bestimmten Ort (z. B. der Ausländerbehörde) mit ihrem Reisegepäck einzufinden hatten. Diese Verfahrensweise hat der Gesetzgeber nun ausdrücklich untersagt. Wer ausreisepflichtig ist und nicht ausreist, soll jederzeit damit rechnen müssen, abgeschoben zu werden.

### Anpassungen im Baurecht
Um die Errichtung von Unterkünften zu erleichtern, wurden Ausnahmevorschriften in das Baugesetzbuch und das Erneuerbare-Energien-Wärmegesetz aufgenommen.

### Finanzausgleich
Der Bund übernimmt die Kosten für Asylbewerber in Höhe einer Pauschale von 670 Euro pro Monat. Der Kostenzuschuss beginnt mit dem Tag der Erstregistrierung und endet bei Abschluss des Verfahrens.

## Verordnung zum Asylverfahrensbeschleunigungsgesetz
Im Zuge des Asylverfahrensbeschleunigungsgesetzes setzte die Bundesregierung mit einer Änderung des § 26 BeschV durch Artikel 1 der Verordnung zum Asylverfahrensbeschleunigungsgesetz für die Jahre 2016 bis 2020 ein Programm für die Aufnahme von Arbeitsmigranten aus den Westbalkan-Staaten Albanien, Bosnien und Herzegowina, Kosovo, Mazedonien, Montenegro und Serbien in Kraft. Der Antrag auf Erteilung des Aufenthaltstitels kann nur im Herkunftsstaat gestellt werden.

## Reaktionen

### Politik
Die Bundesfraktion DIE LINKE des Deutschen Bundestages reagierte am 29. September 2015 mit einem Antrag (18/6190) auf den Gesetzesentwurf, da die Gesetzesänderungen einer offenen Asylpolitik konträr entgegenstehen.
In dem Antrag Alle Flüchtlinge willkommen heißen – Gegen eine Politik der Ausgrenzung und Diskriminierung fordern die linken Bundestagsabgeordneten die Bundesregierung auf, „den Gesetzentwurf zur Verschärfung des Aufenthalts- und Asylrechts nicht weiter zu verfolgen und sich stattdessen für eine offene und gerechte Asylaufnahmepolitik und eine schnelle Integration der nach Deutschland kommenden Flüchtlinge einzusetzen und Rassismus wirksam zu bekämpfen“.
Zweitens fordern sie die Bundesregierung dazu auf, "die aktuellen Herausforderungen in der Asylpolitik zum Anlass zu nehmen, eine sozial gerechte Politik einzuleiten und für eine effektive Besteuerung des Reichtums in Deutschland zu sorgen, so dass die notwendigen Mittel für die Aufnahme von Flüchtlingen rasch bereitgestellt werden können; hierzu gehört auch die Schaffung eines starken Investitionsprogrammes, insbesondere in den Bereichen Integration, Wohnen, Bildung und Arbeit, gerade hier kann gerecht bezahlte Arbeit entstehen."
Drittens fordern sie "die Rede von der Bekämpfung von Fluchtursachen nicht nur als Phrase oder zur Legitimierung von Abschottungsmaßnahmen zu verwenden, sondern ganz konkret einen Politikwechsel einzuleiten, der gerechte Weltwirtschafts- und Handelsbeziehungen, eine präventive und nicht auf Waffen und Kriege setzende Friedenspolitik und einen effektiven Klimaschutz zum Ziel hat"
Viertens fordern sie die Bundesregierung dazu auf, "auf der EU-Ebene für die europäische Idee der Freizügigkeit einzutreten, statt Kontrollen an den innereuropäischen Grenzen einzuführen, und ihren Einfluss geltend zu machen, damit alle Mitgliedstaaten der EU die Würde und Menschenrechte von Flüchtlingen uneingeschränkt achten."
Mehrere Mitglieder des Deutschen Bundestags, die gegen das Gesetz gestimmt hatten, bezeichneten es als „die härtesten Asylrechtsverschärfungen seit 20 Jahren“. Das Gesetz enthalte „zahlreiche Abschreckungs- und Ausgrenzungsvorschriften, aber nicht eine einzige Maßnahme, die geeignet wäre, Asylverfahren tatsächlich zu beschleunigen“. Jürgen Trittin, Bundestagsabgeordneter der Grünen, bezeichnete es als „bitter, dass anstelle der Abschaffung des Asylbewerberleistungsgesetzes weitere Einschnitte im Leistungsbereich durchgekommen seien“.

### Interessensverbände
Die Gemeinnützige Gesellschaft zur Unterstützung Asylsuchender e. V. (Stellungnahme vom 22. September 2015) spricht von einer „Entrechtung per Gesetz“ und einem „Desintegrationsprogramm für Flüchtlinge“, die soziale Exklusion von Flüchtlingen mit geringer Bleibeperspektive führe zu einem gesellschaftlichen Klima der Verachtung.
Der Jesuiten-Flüchtlingsdienst (Stellungnahme vom 22. September 2015) kritisiert eine Politik der „Schikane“, die „genau in die falsche Richtung“ gehe, dauerhafte Arbeitsverbote und Sachleistungen seien „eines Rechtsstaats nicht würdig“, die geplanten Leistungskürzungen ein „offener Verfassungsbruch“.